# Zehnkampf-Länderkampf der Männer 1971 Rumänien – BR Deutschland – Polen
| 2. Leichtathletik-Länderkampf mit bundesdeutscher Beteiligung 1971 | 2. Leichtathletik-Länderkampf mit bundesdeutscher Beteiligung 1971 |
| ------------------------------------------------------------------ | ------------------------------------------------------------------ |
|                                                                    |                                                                    |
| Zehnkampf-Vergleich der Männer: Rumänien – BR Deutschland – Polen  |                                                                    |
| Austragungsort                                                     | Cluj-Napoca                                                        |
| Wettbewerbe                                                        | 1                                                                  |
| Datum                                                              | 5./6. Juni                                                         |
| 1. FRG 2. POL 3. ROU                                               | 38.002 Punkte 36.541 Punkte 35.056 Punkte                          |
| Chronik                                                            |                                                                    |
| ← NLD-FRG-SUI Straß'lauf (M)                                       | FRG-ROU (F) →                                                      |

Im zweiten Vergleich des Länderkampfjahres 1971 kam es in einem Zehnkampf zwischen der Bundesrepublik Deutschland, Rumänien und Polen zu einer weiteren Premiere, denn in dieser Konstellation trafen sich die drei Nationen zum ersten Mal. Die Begegnung wurde am 5./6. Juni im rumänischen Ort Cluj-Napoca ausgetragen.

## Wettbewerb und Modus
Jede Nation stellte sechs Zehnkämpfer, von denen die fünf Besten durch Addition ihrer Punkte gewertet wurden.

## Ergebnis
Die gewerteten bundesdeutschen Läufer belegten die Plätze eins, drei, vier, sechs und sieben, womit sie in dieser Konkurrenz hoch dominant agierten und auf 38.002 Punkte kamen. Damit gewannen sie den Länderkampf vor dem Team aus Polen, das mit 36.541 Punkten und einem Rückstand von 1461 Punkten Zweiter wurde. Weitere 3485 Punkte zurück folgte Rumänien (35.056 P) auf dem dritten Platz.

## Legende
Kurze Übersicht zur Bedeutung der Symbolik – so üblicherweise auch in sonstigen Veröffentlichungen verwendet:
| DNF | nicht im Ziel (did not finish) |
| DNS | nicht am Start (did not start) |

## Resultat
| Platz | Name               | Nation | Punkte | 100 m  | Weit- sprung | Kugel- stoßen | Hoch- sprung | 400 m  | 110 m Hürden | Diskus- wurf | Stabhoch- sprung | Speer- wurf | 1500 m     |
| ----- | ------------------ | ------ | ------ | ------ | ------------ | ------------- | ------------ | ------ | ------------ | ------------ | ---------------- | ----------- | ---------- |
| 01    | Hans-Joachim Walde | FRG    | 7935   | 11,1 s | 7,25 m       | 14,23 m       | 1,98 m       | 49,7 s | 14,8 s       | 44,52 m      | 4,30 m           | 67,52 m     | 4:43,1 min |
| 02    | Ryszard Skowronek  | POL    | 7717   | 11,0 s | 7,22 m       | 12,70 m       | 1,92 m       | 49,3 s | 14,7 s       | 43,42 m      | 4,40 m           | 60,34 m     | 4:55,5 min |
| 03    | Bernd Knut         | FRG    | 7688   | 11,1 s | 7,05 m       | 14,53 m       | 1,83 m       | 50,4 s | 14,8 s       | 46,20 m      | 3,90 m           | 60,26 m     | 4:27,7 min |
| 04    | Hans-Joachim Perk  | FRG    | 7610   | 11,2 s | 7,14 m       | 13,78 m       | 1,65 m       | 49,1 s | 14,6 s       | 46,38 m      | 4,20 m           | 56,06 m     | 4:23,4 min |
| 05    | Ryszard Katus      | POL    | 7485   | 11,1 s | 7,13 m       | 12,96 m       | 1,92 m       | 50,8 s | 14,6 s       | 39,58 m      | 4,40 m           | 55,02 m     | 4:50,5 min |
| 06    | Günter Grube       | FRG    | 7428   | 11,0 s | 6,84 m       | 13,90 m       | 1,75 m       | 50,6 s | 15,3 s       | 44,24 m      | 4,00 m           | 71,04 m     | 4:57,9 min |
| 07    | Karl-Jürgen Leyhe  | FRG    | 7341   | 11,2 s | 6,91 m       | 13,58 m       | 1,75 m       | 50,1 s | 15,2 s       | 37,00 m      | 4,00 m           | 61,72 m     | 4:27,6 min |
| 08    | Vasile Bogdan      | ROU    | 7339   | 11,1 s | 7,06 m       | 12,45 m       | 1,86 m       | 49,4 s | 15,4 s       | 38,40 m      | 4,00 m           | 51,36 m     | 4:28,5 min |
| 09    | Andrei Sepsy       | ROU    | 7323   | 11,5 s | 7,00 m       | 13,20 m       | 1,89 m       | 51,8 s | 15,4 s       | 38,32 m      | 4,20 m           | 60,34 m     | 4:33,5 min |
| 10    | Tadeusz Janczenko  | POL    | 7278   | 11,0 s | 7,12 m       | 13,55 m       | 2,01 m       | 51,7 s | 16,8 s       | 43,04 m      | 4,10 m           | 51,18 m     | 5:20,2 min |
| 11    | Mihai Nicolau      | ROU    | 7218   | 11,3 s | 7,03 m       | 12,68 m       | 1,83 m       | 50,9 s | 15,4 s       | 36,70 m      | 4,20 m           | 55,78 m     | 4:36,2 min |
| 12    | Leszek Fidusiewicz | POL    | 7210   | 11,1 s | 7,25 m       | 11,95 m       | 1,95 m       | 50,6 s | 16,5 s       | 38,44 m      | 4,00 m           | 57,70 m     | 4:50,9 min |
| 13    | Edward Mis         | POL    | 6956   | 11,1 s | 6,83 m       | 12,40 m       | 1,83 m       | 48,4 s | 15,0 s       | 35,72 m      | 3,20 m           | 53,84 m     | 4:50,6 min |
| 14    | Edward Kozakiewicz | POL    | 6891   | 11,3 s | 6,99 m       | 10,22 m       | 1,95 m       | 51,2 s | 16,8 s       | 34,58 m      | 4,70 m           | 47,92 m     | 4:50,6 min |
| 15    | Valentin Jurca     | ROU    | 6595   | 11,2 s | 7,62 m       | 13,80 m       | 1,89 m       | 53,4 s | 16,0 s       | 38,86 m      | 3,60 m           | 50,82 m     | DNF        |
| 16    | Ion Vasilescu      | ROU    | 6581   | 11,5 s | 6,53 m       | 12,98 m       | 1,83 m       | 55,6 s | 14,9 s       | 35,28 m      | 4,70 m           | 52,44 m     | 5;25,8 min |
| 17    | Radu Gavrilaş      | ROU    | 6574   | 11,4 s | 6,65 m       | 11,70 m       | 1,89 m       | 52,4 s | 15,2 s       | 36,70 m      | 3,20 m           | 49,34 m     | 4:58,0 min |
| DNF   | Erich Klamma       | FRG    |        | 11,3 s | 6,73 m       | 13,24 m       | 1,75 m       | 51,7 s | 15,1 s       | 39,00 m      | 3,80 m           | 47,74 m     | DNS        |